# Kahleberg
Kahleberg (česky zastarale Lysá hora) je 905 metrů vysoká hora v Německu, v Sasku, poblíž Altenbergu nedaleko české hranice.

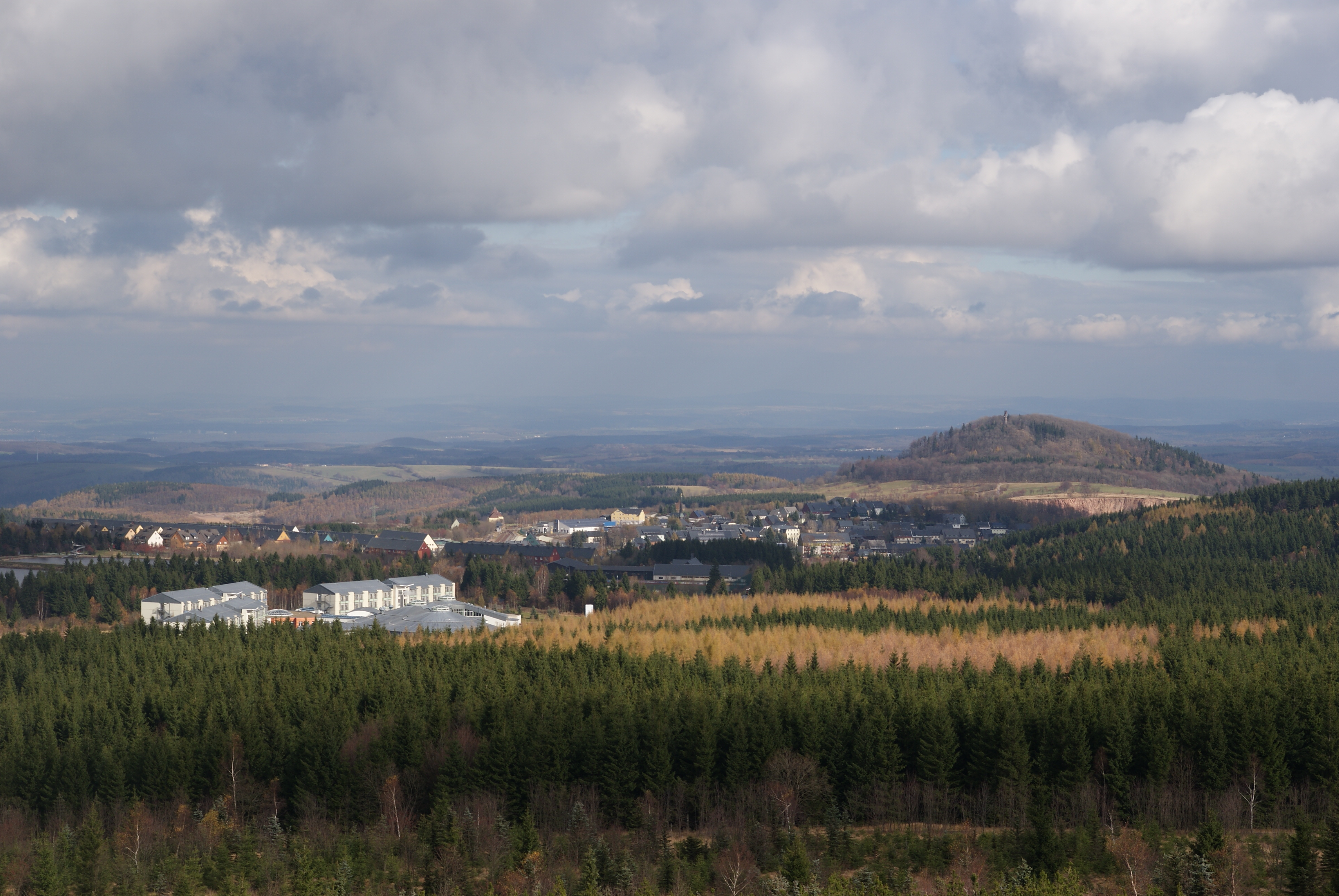
Pohled na Altenberg

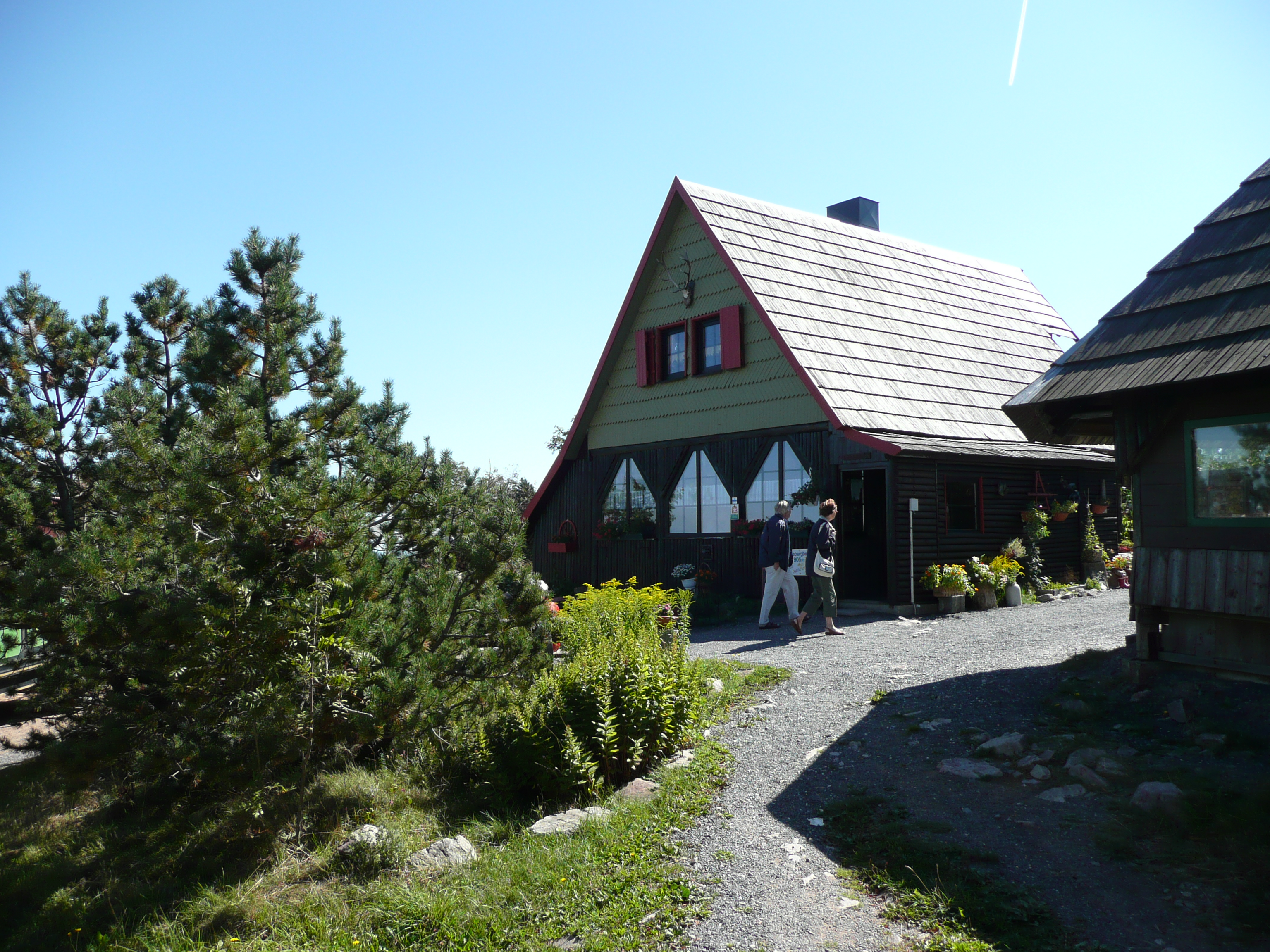
Horská bouda na vrcholu

## Poloha
Kahleberg leží v Krušných horách zhruba 2 kilometry jihozápadně od Altenbergu a přibližně 2 km severozápadně od Cínovce na česko-německých hranicích. Na vrcholu stojí horská chata. Na jižním svahu hory se nachází biatlonový areál (Biathlon-Sparkassenarena), směrem na sever leží rehabilitační klinika Raupennest.

## Geologie
Kahleberg je zalesněná ryolitová hora, tvořící postranní část krušnohorského hřebene. Směrem na sever a západ tvoří hora v krajině markantní schod.

## Původ jména
Kahleberg byl původně hustě zalesněn. V 15. století se však započalo v Altenbergu s intenzivní těžbou cínu a jeho zpracováváním, což pravděpodobně již v 2. polovině 16. století zapříčinilo rozsáhlé vykácení lesních ploch. Zmizelý les pak dal název celé hoře - Lysá hora ("holý" je německy "kahl", odtud odvozeno Kahleberg).

## Poškození lesa
K prvnímu poškození lesa došlo v 16. století díky dílnám a pecím na zpracování cínu. Sírové plyny na dlouho znemožnily přirozené obnovení vykáceného lesa Kahlebergu. V 19. století byl vysázen smrkový porost, který byl ale v 70. letech 20. století zničen kvůli škodlivým látkám v ovzduší, jež za hranici pronikaly ze severočeských tepelných elektráren. V 90. letech 20. století se kvalita ovzduší výrazně zlepšila. Současný porost tvoří různé jehličnany, kleč, jeřáb, břízy, ale i lišejníky.

## Ochrana přírody
Hora je jedinou oblastí v saském východním Krušnohoří, kde za přírodních podmínek může růst jen smrkový les, bez buků. Tento prostor o velikosti 63 hektarů byl roku 1961 vyhlášen chráněnou krajinnou oblastí. Na základě zničení lesa kvůli odpadním plynům ze severních Čech byla chráněná krajinná oblast v roce 1983 zrušena. V dnešní době je 22 hektarů hory na základě směrnice o stanovištích opět chráněno.

## Vyhlídka z vrcholu
Z vrcholu se dá dohlédnout do městské části Altenberg, na horu Geisingberg, dále pak přes velké části Krušných hor až k údolí Labe a do Drážďan. Za mimořádně dobrého počasí lze dohlédnout až k hřebenu Jizerských hor.

## Cesta na vrchol
Nejlépe lze vrchol dosáhnout po turistické trase ("po modré") z Altenbergu. Vrchol leží na mezinárodní turistické trase Eisenach-Budapešť.